# Campionato europeo femminile di pallacanestro Under-16 Division B 2016
Il Campionato europeo femminile di pallacanestro Under-16 2016 di Division B (noto anche come FIBA U16 Women's European Championship Division B 2016) si è svolto in Romania, a Oradea.

## Classifica finale
| Pos     | Team                 |  |
| ------- | -------------------- |  |
| Oro     | Polonia              |  |
| Argento | Romania              |  |
| Bronzo  | Paesi Bassi          |  |
| 4.      | Israele              |  |
| 5.      | Grecia               |  |
| 6.      | Irlanda              |  |
| 7.      | Finlandia            |  |
| 8.      | Lussemburgo          |  |
| 9.      | Belgio               |  |
| 10.     | Inghilterra          |  |
| 11.     | Estonia              |  |
| 12.     | Slovenia             |  |
| 13.     | Bulgaria             |  |
| 14.     | Ucraina              |  |
| 15.     | Macedonia            |  |
| 16.     | Danimarca            |  |
| 17.     | Bosnia ed Erzegovina |  |
| 18.     | Islanda              |  |
| 19.     | Norvegia             |  |
| 20.     | Austria              |  |
| 21.     | Scozia               |  |
| 22.     | Cipro                |  |
| 23.     | Albania              |  |